# Suore missionarie francescane dell'Immacolata Concezione di Maria
Le Suore Missionarie Francescane dell'Immacolata Concezione di Maria (in inglese Franciscan Sisters of the Immaculate Conception) sono un istituto religioso femminile di diritto pontificio: le suore di questa congregazione pospongono al loro nome la sigla M.F.I.C.

## Storia
La congregazione fu fondata da Elizabeth Hayes: nata a Guernsey da una famiglia protestante, entrò in una comunità religiosa anglicana fondata dal vicario di Wantage per l'educazione dei giovani della parrocchia. in seguito si convetrì al cattolicesimo e abbracciò la vita religiosa tra le francescane dell'Immacolata di Bayswater.
Dal 1859 al 1863 fu missionaria in Giamaica e, dopo un soggiorno a Roma, si stabilì negli Stati Uniti d'America. Nel 1872 fondò un convento a Belle Prairie, in Minnesota, e nel 1873 vi diede inizio a una nuova congregazione di francescane insegnanti.
Nel 1878 le suore aprirono anche una scuola per ragazze nere in Georgia. Per dare incremento alla giovane congregazione, nel 1880 la Hayes si trasferì a Roma, dove vennero stabiliti la casa generalizia e il noviziato: seguirono fondazioni in varie località d'Italia, Stati Uniti, Egitto e Canada; le suore rimaste in Minnesota, invece, si separarono dall'istituto della Hayes e nel 1890 diedero inizio a una nuova congregazione, con casa madre a Little Falls.
L'istituto, aggregato all'ordine dei frati minori dal 1905, ricevette il pontificio decreto di lode il 23 luglio 1906 e le sue costituzioni ottennero l'approvazione definitiva il 30 gennaio 1923.

## Attività e diffusione
Le suore si dedicano all'istruzione e all'educazione cristiana della gioventù in scuole, centri catechistici e missioni.
Sono presenti in Australia, Bolivia, Canada, Egitto, Irlanda, Italia, Papua Nuova Guinea, Perù, Regno Unito, Stati Uniti d'America e Sudan; la sede generalizia è a Roma.
Alla fine del 2008 la congregazione contava 288 religiose in 73 case.